# Stash (EP de Cypress Hill)
Pour les articles homonymes, voir Stash.
Albums de Cypress Hill
Stoned Raiders
(2001) Till Death Do Us Part
(2004)
Stash est un EP de Cypress Hill, sorti le 2 juillet 2002.
Cet album contient des remixes de certaines chansons du groupe par divers DJs venant des côtes Est et Ouest des États-Unis. Le remix du titre Checkmate a été réalisé par Tom Morello qui est le guitariste du groupe Rage Against the Machine et aussi un grand ami des membres de Cypress Hill.

## Liste des titres
| No | Titre                                       | Contient un (des) sample(s) de      | Durée |
| -- | ------------------------------------------- | ----------------------------------- | ----- |
| 1. | Amplified (Fredwreck Remix)                 |                                     | 3:44  |
| 2. | Illusions (Harpsichord Mix)                 | The Mixed Up Cup de Clyde McPhatter | 3:32  |
| 3. | Checkmate (Hang 'Em High Remix Radio Edit)  |                                     | 4:03  |
| 4. | Latin Lingo (Blackout Mix)                  | Kissing My Love de Cold Blood       | 3:49  |
| 5. | (Rap) Superstar (Alchemist Remix)           |                                     | 4:51  |
| 6. | Throw Your Set in the Air (Slow Roll Remix) |                                     | 3:23  |